# Conosema apicebrunnea
Conosema apicebrunnea är en fjärilsart som beskrevs av George Thomas Bethune-Baker 1906. Conosema apicebrunnea ingår i släktet Conosema och familjen nattflyn. Inga underarter finns listade i Catalogue of Life.